# Association norvégienne de randonnée

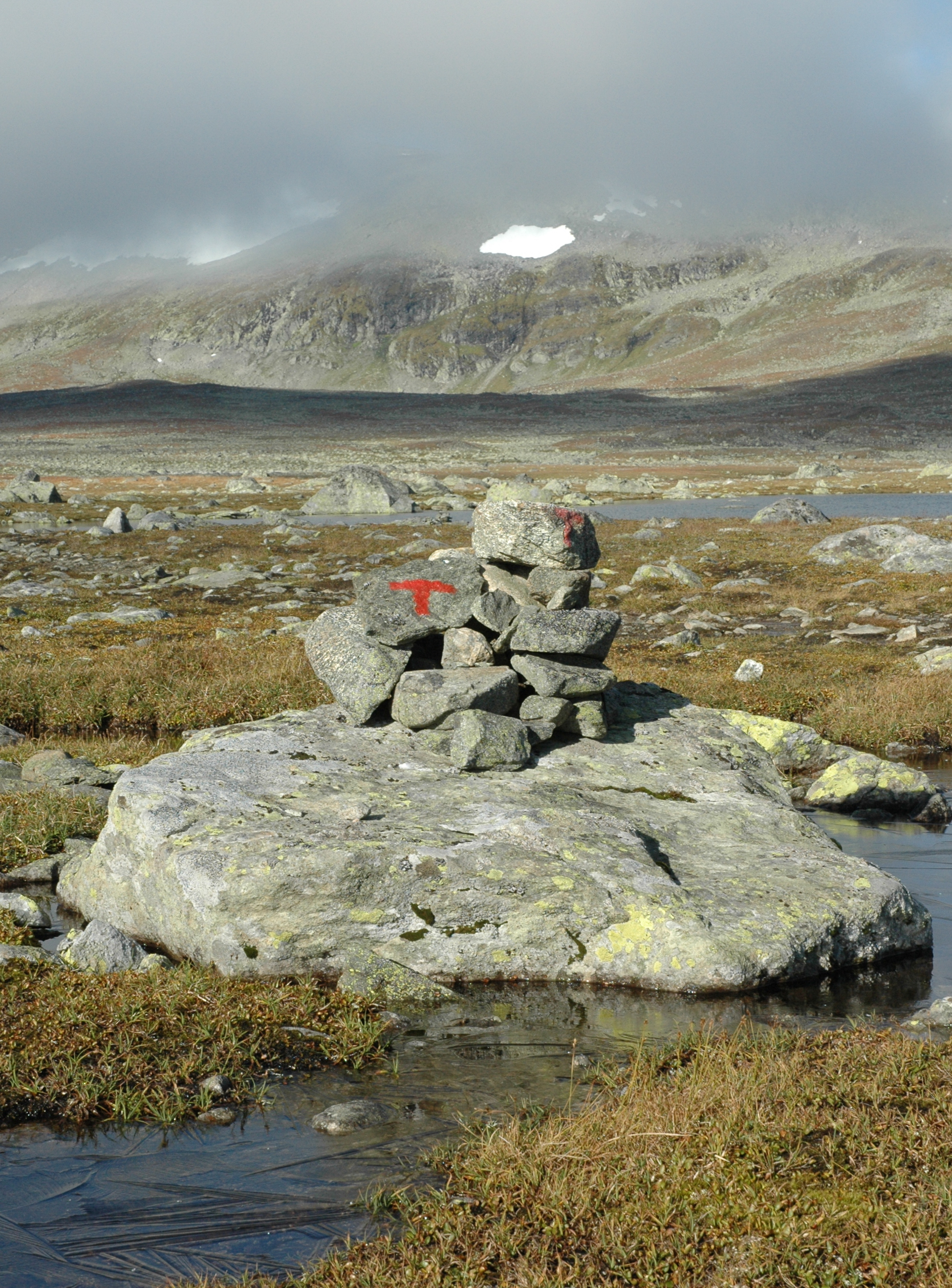
La DNT marque les chemins avec des « T » rouges

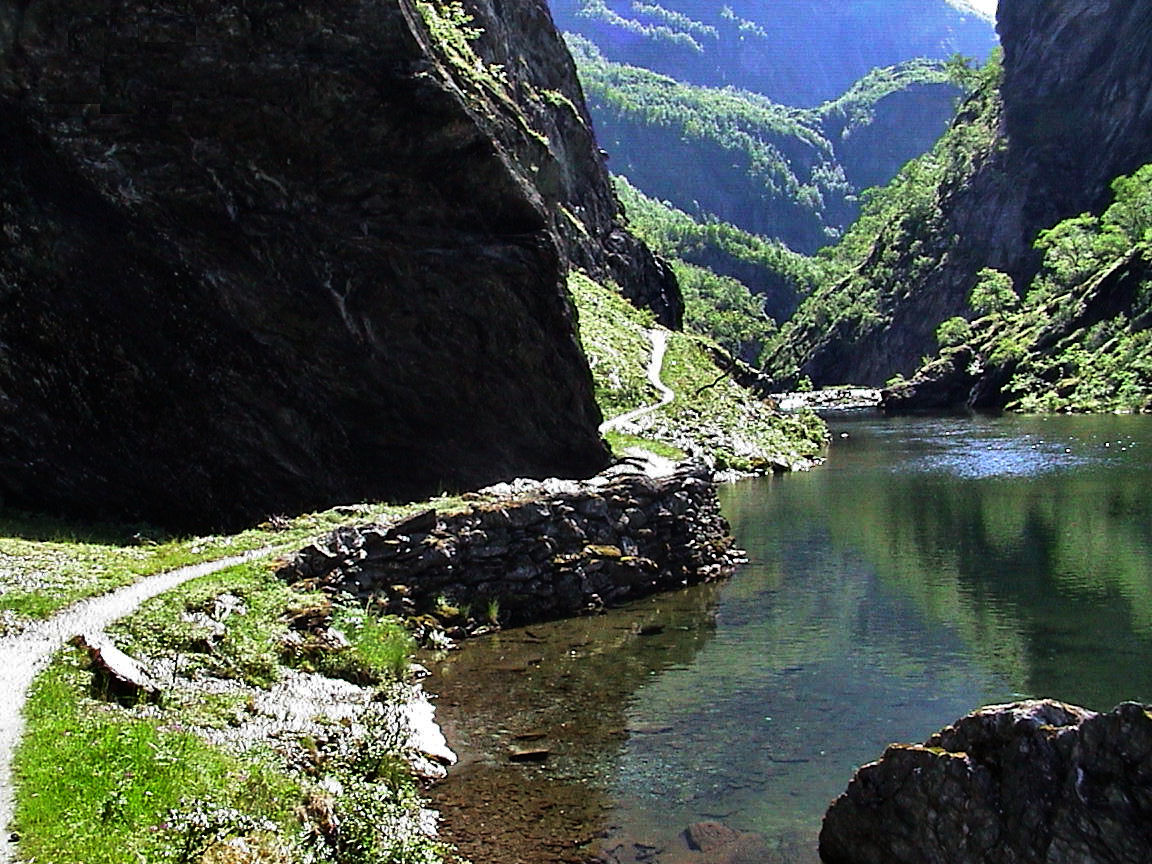
Un sentier au-dessous de Holmen dans la vallée d'Aurland (Aurlandsdalen).

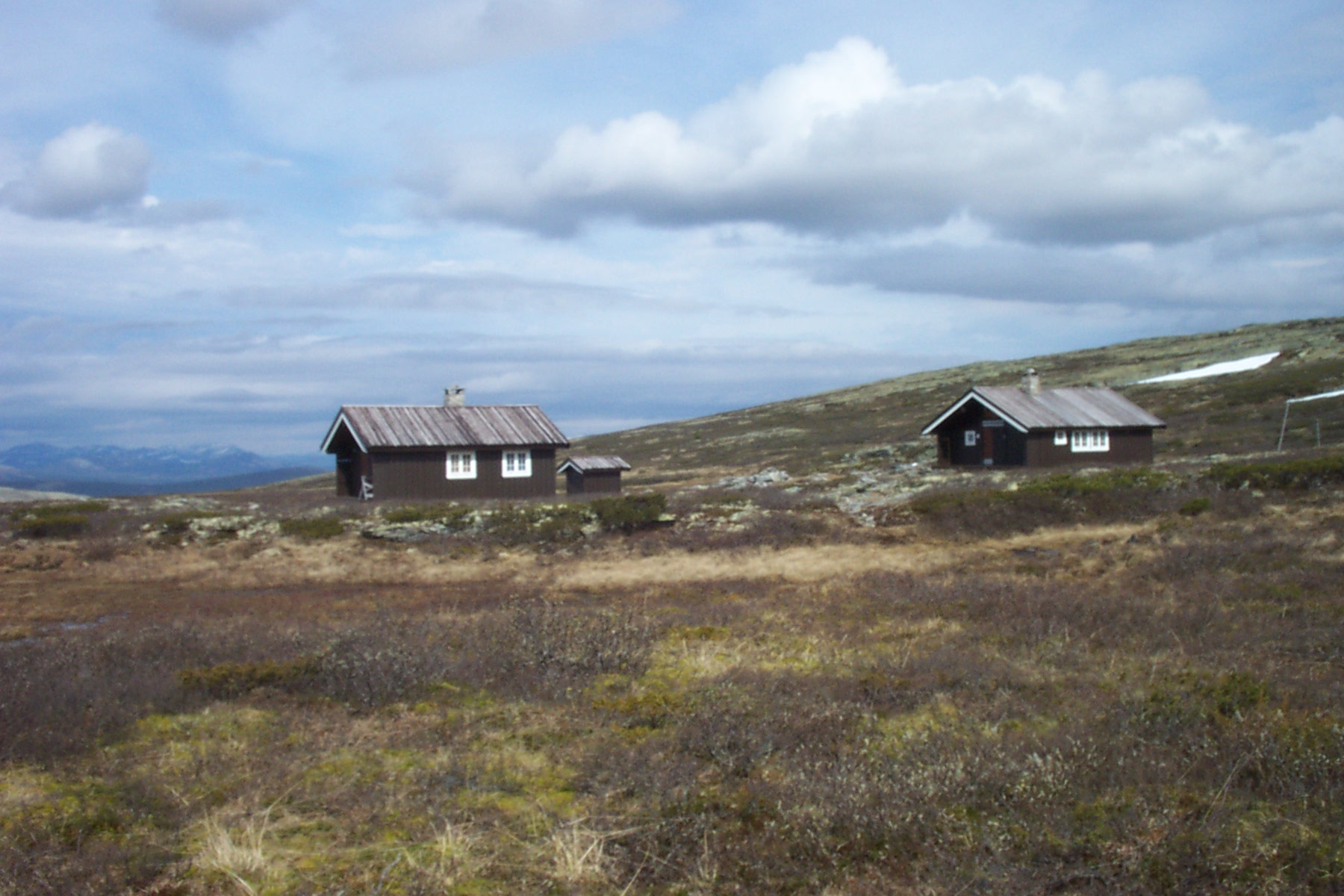
Jammerdalsbu (1130 mètres d'altitude) est une cabane typique de DNT. Située entre Lillehammer et Rondane.

Pour les articles homonymes, voir DNT.
L'association norvégienne de randonnée (Den norske turistforening ou DNT) est la plus grande organisation norvégienne des activités de plein air et du tourisme vert. Elle vise à promouvoir des activités de montagne non mécanisées. La fédération regroupe 57 associations régionales qui en total comptent environ 300 000 membres et qui possèdent un réseau considérable de plus de 550 cabanes à travers la Norvège.

## Histoire
Fondée le 21 janvier 1868 après une initiative du consul Thomas Johannes Heftye et capitaine Hans Hagerup Krag. Le but était : « de faciliter et développer la vie touristique en Norvège ». La même année, DNT achète sa première cabane, Krokan près de la chute du Rjukan (Rjukanfossen).

## Environnement
La DNT milite pour la protection de la nature. Elle défend particulièrement le droit à la nature, un droit fondamental pour la fédération. Elle est pour une régulation stricte contre toutes formes de sports motorisés dans la nature sauvage.

## Les cabanes
Les associations régionales possèdent un réseau de plus de 550 cabanes à travers le pays. Elles se trouvent sur la côte, dans les forêts ou bien notamment à la montagne. La taille varie entre de petits refuges qui n’ont que quelques lits, jusqu’à de grands « hôtels » qui peuvent presque loger 200 personnes. Il y a trois catégories de refuges : 
- non gardé (ubetjent) : Des refuges non gardés et sans nourriture. Pourtant, on y trouve normalement un gaz en libre-service et des ustensiles ;
- libre-service (selvbetjent) : Des refuges non gardés, néanmoins, on y trouve de la nourriture qu’on peut acheter ;
- gardé (betjent) : des refuges qui à l’égard de son service (et prix) se rapprochent des hôtels, tout de même, leur âme de refuge ne se perdent normalement pas.

Les refuges de libre-service et non gardés sont en général ouverts, mais certains sont quand même fermés à clé, notamment ceux qui sont situés près d’une route. Pour obtenir une clé, il faut laisser un dépôt chez la DNT. Normalement, il y a une clé universelle qui marche dans toutes les cabanes. Dans certains lieux, c’est également possible d’acheter la clé dans une station-service, un kiosque, ou dans un magasin de sport.
Dans les refuges de libre-service, on trouve une pièce où la nourriture est gardée. Il faut compter les choses qu’on y prend et l’ajouter à la facture qu’on paie soit avec carte bancaire soit en pièces.

## Activités
La fondation propose une gamme d’activités sportives, notamment des randonnées à pied en été ou à ski en saison hivernale.

## Associations régionales
| A - Ålesund–Sunnmøre Turistforening - Alta og Omegn Turlag - Arendal og Oppland Turistforening B - Bergen Turlag - Bodø og Omegns Turistforening - Brurskanken Turlag - Brønnøysund og Omegn Turistforening D - DNT Oslo og Omegn - Drammens og Oplands Turistforening E - Engerdal og Trysil Turlag F - Finnskogen Turistforening - Fredrikstad Turlag G - Gjøvik og Toten Turlag H - Hadeland Turlag | - Hamar og Hedemarken Turistforening - Hammerfest og Omegn Turlag - Harstad Turlag - Haugesund Turistforening - Hemnes Turistforening - Holmestrand og Omegn Turistforening - Horten og Omegn Turistforening K - Kongsberg og Omegns Turistforening - Kristiansand og Opplands Turistforening - Kristiansund og Nordmøre Turistforening L - Larvik og Omegns Turistforening - Lillehammer og Omland Turistforening - Lofoten Turlag M - Molde og Romsdals Turistforening N - Narvik og Omegn Turistforening - Nord-Salten Turlag - Nord-Trøndelag Turistforening - Nordkapp og Omegn Turlag | - Notodden Turlag R - Rana Turistforening - Rena og Omegn Turistforening - Ringerikes Turistforening S - Sandefjord og Oplands Turistforening - Sandnessjøen og Omegn Turistforening - Skien–Telemark Turistforening - Smaalenene Turistforening - Sogn og Fjordane Turlag - Stavanger Turistforening - Sulitjelma og Omegn Turistforening - Sør-Varanger og Omegn Turistforening T - Tistedalen Friluftslag - Troms Turlag - Trondhjems Turistforening - Tønsberg og Omegn Turistforening V - Varangerhalvøya Turlag - Vesterålen Turlag - Voss Utferdslag |